# Tripo Burović (patrun)
Tripo Burović, hrvatski pomorac, vojnik i trgovac. Sin poslanika peraške općine u Mlecima Nikole. Tripovi su sinovi Nikola i Luka.

## Životopis
Rođen u poznatoj hrvatskoj pomoračkoj obitelji iz Perasta Burovićima. Patrun prčanjske fregate od 1638. do 1642. godine, a poslije je svog galijuna. Borac za obranu Perasta za osmanskih napada 1654. godine, što je opjevano u narodnoj pjesmi i u Peraškoj kronici Julija Balovića.